# アイフリークモバイル
株式会社アイフリークモバイル（英: I-FREEK MOBILE INC.）は、福岡県福岡市博多区に本社を置き、モバイルコンテンツ事業を行う日本の企業。

## 概要
2000年6月に設立。当初はインターネットを主軸としたウェブサイトの制作などが主な事業だったが、2004年にFOMA900iシリーズが発売され、新機能にデコレーションメール機能が搭載されていることなどに着目し、HTMLメールを主体としたモバイルコンテンツ事業に特化。
2007年、大阪証券取引所ヘラクレス（現・ジャスダック）に株式上場。2008年にはインドや中国にも事業進出しており、翌年にはシンガポールにも進出。日本でのサイト会員数も150万人を突破している。
2013年に持株会社制に移行し、株式会社アイフリークホールディングスに商号変更したが、2015年に再び事業会社に戻り、株式会社アイフリークモバイルに商号変更している。なお初代の株式会社アイフリークモバイルは、2013年の持株会社制移行時に事業会社として設立されたが、2015年に持株会社へ吸収合併されている。

## 沿革
- 2000年（平成12年）6月 - 有限会社アイフリークとして設立。
- 2001年（平成13年）12月 - 株式会社アイフリークに改組。
- 2003年（平成15年）9月 - 福岡県福岡市中央区高砂に本社を移転。
- 2004年（平成16年）9月 - 東京都港区虎ノ門に東京事務所を設立。
- 2006年（平成18年）
  - 4月 - 本社を福岡市中央区大名に移転、東京事務所が支店に昇格。
  - 7月 - 東京支店が港区麻布十番に移転。
- 2007年（平成19年）3月19日、大阪証券取引所ヘラクレス（現・ジャスダック）に株式上場。
- 2009年（平成21年）
  - 9月 - 本社を福岡市中央区薬院に移転。
  - 11月 - 東京支店を渋谷区道玄坂に移転。
- 2011年（平成23年）
  - 5月 - シンガポールのI-Freek Asia Pacific PTE. Ltd.に出資。
  - 8月 - 品川区西五反田に東京支店五反田オフィスを新設。
  - 10月 - 東京支店渋谷オフィスを港区に移転。赤坂オフィスに改称。
- 2013年（平成25年）
  - 4月 - 持株会社制に移行。株式会社アイフリークホールディングスに商号変更するとともに、新設子会社3社へ会社分割を実施。コミュニケーションコンテンツ事業を株式会社アイフリークモバイルへ、ファミリーコンテンツサービス事業を株式会社キッズスターへ、物販事業を株式会社アイフリークプロダクツセールスへそれぞれ継承[5]。本社を福岡市博多区博多駅前に移転。
  - 6月 - I-Freek Asia Pacific PTE. Ltd.などをめぐる不明瞭な取引が発覚[6]。
  - 10月 - I-Freek Asia Pacific PTE. Ltd.をMIDAS UNITED GROUP PTE. LTD.に売却。決済サービス事業から撤退[7]。
- 2014年（平成26年）
  - 3月 - 東京支店を渋谷区に移転。
  - 9月 - アイフリークモバイルが株式会社キッズスターを吸収合併[8]。
- 2015年（平成27年）
  - 2月 - 株式会社アイフリークプロダクツセールスの全株式を売却。物販事業から撤退[9]。
  - 3月 - 東京支店を新宿区に移転。
  - 7月 - アイフリークホールディングスがアイフリークモバイルを吸収合併し、株式会社アイフリークモバイルに商号変更[10]。
- 2016年（平成28年）
  - 6月 - アイフリークモバイルの代表取締役社長に上原彩美が就任。
  - 8月 - コンテンツクリエイターサービス事業を開始。
- 2017年（平成29年）
  - 11月 - 株式会社アイフリークGAMESを設立。
  - 12月 - 株式会社アイフリークサンタファンドを設立。
- 2019年（平成31年）3月 - 福岡市博多区博多駅東へ本社を移転[11]。
- 2023年（令和5年）
  - 7月 - アイフリークモバイルの代表取締役社長に吉田邦臣が就任。
  - 7月1日 - 経営体制の強化及び当社グループの持続的な成長と、更なる企業価値の向上を目指すため、アイフリークは「二代表制」へ移行することを発表。

## 拠点
- 本社：福岡県福岡市博多区博多駅東二丁目5番28号　博多偕成ビル4階
- 東京支店：東京都新宿区新宿2-1-11　御苑スカイビル10階